# Leila Zerrougui
Leila Zerrougui (Souk Ahras, 1956) è un'avvocata, diplomatica e docente algerina.

## Biografia
Leila Zerrougui è un'esperta algerina di diritti umani e amministrazione della giustizia. È stata Rappresentate Speciale per il Segretario-Generale per i Bambini ed i Conflitti Armati da settembre 2012 a maggio 2017. Con questa funzione, ha lavorato come difensore indipendente per la promozione di conoscenza e per mettere in rilievo i diritti dei bambini, maschi e femmine, colpiti dai conflitti armati. Da gennaio 2018, occupa il posto di capo della missione di pace delle Nazioni Unite in Congo, MONUSCO.
Leila Zerrougui è nata in Souk Ahras e si è laureata alla Scuola Nazionale di Amministrazione (Algiers) nel 1980. Dal 1993, ha ricoperto numerose posizioni accademiche in scuole di giurisprudenza, anche come professore associato della Scuola Superiore di Magistratura (Algiers).
Ha prodotto numerose pubblicazioni sull'amministrazione della giustizia e i diritti umani. È stata membro del Gruppo di Lavoro sulla Detenzione Arbitraria per il Consiglio dei Diritti Umani alle Nazioni Unite nel 2001, ed ha ricoperto il ruolo di Chairperson-Rapporteur dal 2003 fino al Maggio 2008. In precedenza, ha avuto una lunga carriera nel sistema giudiziario algerino: nel 2000 ha ricevuto un incarico alla Corte Suprema Algerina. Ha lavorato come giudice di prima istanza e per minorenni dal 1980 al 1986, e come giudice della corte d'appello dal 1986 al 1997. Dal 1998 al 2000, ha lavorato come consulente legale per il Gabinetto del Ministro di Giustizia, e come consulente legale per il Gabinetto del Presidente d'Algeria dal 2000 al 2008. Inoltre, ha ricoperto diverse posizioni all'interno del governo algerino ed è stata membro della Commissione Nazionale Algerina per la Riforma del Sistema Giudiziario.
Prima di essere nominata Rappresentante Speciale (Special Representative) nel 2012, è stata Deputato Special Representative del Segretario-Generale delle Nazioni Unite della Missione di Stabilizzazione nella Repubblica Democratica del Congo (MONUSCO) dove, dal 2008, è stata la punta di lancia per la consolidazione del sistema legislativo e per la protezione dei civili. Nel 2013 è stata sostituita da Abdallah Wafy